# Tamoyidae
Tamoyidae is een familie van neteldieren uit de klasse van de Cubozoa (kubuskwallen).

## Geslacht
- Tamoya Mueller, 1859